# USS Osmus (DE-701)
USS Osmus (DE-701) là một tàu hộ tống khu trục lớp Buckley được Hải quân Hoa Kỳ chế tạo trong Chiến tranh Thế giới thứ hai. Tên nó được đặt theo Thiếu úy Hải quân Wesley Frank Osmus (1918-1942), phi công thuộc Liên đội Ném ngư lôi VT-3 phục vụ cùng tàu sân bay Saratoga (CV-3), được biệt phái hoạt động cùng tàu sân bay Yorktown (CV-5) trong trận Midway, và bị đối phương giết hại sau khi bị bắt làm tù binh vào ngày 6 tháng 6, 1942; Thiếu úy Osmus đã được truy tặng Huân chương Chữ thập Hải quân. Nó đã phục vụ cho đến khi chiến tranh kết thúc, xuất biên chế năm 1946 và bị tháo dỡ năm 1970. Osmus được tặng thưởng một Ngôi sao Chiến trận do thành tích phục vụ trong Thế Chiến II.

## Thiết kế và chế tạo
Những chiếc thuộc lớp tàu hộ tống khu trục Buckley có chiều dài chung 306 ft (93 m), mạn tàu rộng 37 ft 1 in (11,30 m) và độ sâu mớn nước khi đầy tải là 11 ft 3 in (3,43 m). Chúng có trọng lượng choán nước tiêu chuẩn 1.400 tấn Anh (1.400 t); và lên đến 1.740 tấn Anh (1.770 t) khi đầy tải. Hệ thống động lực bao gồm hai turbine hơi nước General Electric công suất 13.500 mã lực (10.100 kW), dẫn động hai máy phát điện công suất 9.200 kilôwatt (12.300 hp) để vận hành hai trục chân vịt;  công suất 12.000 hp (8.900 kW) cho phép đạt được tốc độ tối đa 23 kn (26 mph; 43 km/h), và có dự trữ hành trình 6.000 nmi (6.900 mi; 11.000 km) khi di chuyển ở vận tốc đường trường 12 kn (14 mph; 22 km/h).
Vũ khí trang bị bao gồm ba pháo 3 in (76 mm)/50 cal trên tháp pháo nòng đơn có thể đối hạm hoặc phòng không, một khẩu đội 1,1 inch/75 caliber bốn nòng và tám pháo phòng không Oerlikon 20 mm. Vũ khí chống ngầm bao gồm một dàn súng cối chống tàu ngầm Hedgehog Mk. 10 (có 24 nòng và mang theo 144 quả đạn); hai đường ray Mk. 9 và tám máy phóng K3 Mk. 6 để thả mìn sâu. Khác biệt đáng kể so với lớp Evarts dẫn trước là chúng có thêm ba ống phóng ngư lôi Mark 15 21 inch (533 mm). Thủy thủ đoàn đầy đủ bao gồm 186 sĩ quan và thủy thủ.
Osmus được đặt lườn tại xưởng tàu của hãng Defoe Shipbuilding Company tại Bay City, Michigan vào ngày 17 tháng 8, 1943. Nó được hạ thủy vào ngày 4 tháng 11, 1943; được đỡ đầu bởi bà Louisa Osmus, mẹ Thiếu úy Osmus, và nhập biên chế vào ngày 23 tháng 2, 1944 dưới quyền chỉ huy của Hạm trưởng, Trung tá Hải quân Richmond R. Jackson.

## Lịch sử hoạt động
Sau khi hoàn tất việc chạy thử máy huấn luyện tại khu vực Bermuda và sửa chữa sau chạy thử máy, Osmus rời vùng bờ Đông Hoa Kỳ, băng qua kênh đảo Panama để đi sang khu vực Mặt trận Thái Bình Dương. Đi đến Espiritu Santo vào ngày 1 tháng 6, 1944, nó được bảo trì và tiếp tục huấn luyện trước khi thực hiện chuyến hộ tống vận tải đầu tiên đi đến Guadalcanal vào ngày 13 tháng 6. Đến ngày 18 tháng 6, nó được điều sang Đội hộ tống 39 đồng thời gia nhập Đơn vị Đặc nhiệm 11.1A để hướng sang khu vực quần đảo Admiralty. Nó quay trở lại khu vực quần đảo Solomon và New Hebrides một tuần sau đó, nơi nó hoạt động hộ tống vận tải cho đến ngày 10 tháng 11.
Từ khu vực Solomon, Osmus chuyển căn cứ hoạt động đến Ulithi, và cho đến tháng 1, 1945 đã hoạt động hộ tống vận tải giữa các khu vực Tây Caroline, Admiralty và Palau. Sang đầu tháng 2, nó trình diện để phục vụ cùng Tư lệnh Đơn vị Tuần tra và Hộ tống Guam, và cho đến khi chiến tranh kết thúc đã hộ tống cho tàu bè đi lại giữa quần đảo Mariana và Okinawa, cũng như vai trò tìm kiếm-giải cứu và tuần tra chống tàu ngầm. Sau khi Nhật Bản chấp nhận đầu hàng vào ngày 15 tháng 8 giúp kết thúc cuộc xung đột, Nó cùng với tàu hộ tống khu trục chị em USS Currier (DE-700) đi đến đảo Rota ở phía Bắc quần đảo Mariana vào ngày 28 tháng 8, nhằm tiếp quản việc đầu hàng của quân đội Nhật Bản trú đóng tại đây. Sau đó nó tiếp tục đi đến Truk, nơi nghi thức đầu hàng được chính thức diễn ra vào ngày 2 tháng 9. Con tàu ở lại khu vực Truk làm nhiệm vụ tàu liên lạc trong một tuần trước khi lên đường quay trở lại Guam. Nó rời Apra Harbor, Guam vào ngày 18 tháng 9 để quay trở về San Pedro, California.
Osmus ở lại vùng bờ Tây cho đến ngày 22 tháng 6, 1946, khi nó được phái sang Viễn Đông. Đi đến Thanh Đảo một tháng sau đó, nó hoạt động tại vùng biển Trung Quốc trong một tháng trước khi chuyển đến Okinawa vào cuối tháng 8, rồi đi sang vùng biển Triều Tiên vào tháng 10 để làm nhiệm vụ tuần tra hải quan tại vùng chiếm đóng. Sau một lượt hoạt động khác tại vùng biển Trung Quốc, con tàu lên đường vào tháng 2, 1947 để quay trở về Hoa Kỳ, về đến San Diego, California vào ngày 2 tháng 3. Tại đây con tàu được cho xuất biên chế vào ngày 15 tháng 3, 1947 và đưa về Hạm đội Dự bị Thái Bình Dương, neo đậu cùng Đội Mare Island. Tên nó được cho rút khỏi danh sách Đăng bạ Hải quân vào ngày 1 tháng 12 năm 1972, và con tàu bị bán để tháo dỡ vào ngày 27 tháng 11, 1973.

## Phần thưởng
Osmus được tặng thưởng một Ngôi sao Chiến trận do thành tích phục vụ trong Thế Chiến II.
|  |             |  |
|  | Bronze star |  |

| Huân chương Phục vụ Trung Hoa |                                                                         |                                      |
| Huân chương Chiến dịch Hoa Kỳ | Huân chương Chiến dịch Châu Á-Thái Bình Dương với 1 Ngôi sao Chiến trận | Huân chương Chiến thắng Thế Chiến II |